# Paul Schib
Paul Schib (* 15. März 1901 in Möhlin; † 6. Mai 1990 in Rheinfelden, heimatberechtigt in Möhlin) war ein Schweizer Politiker (KVP7KCV).

## Biografie
Paul Schib, Sohn des Landwirts Fridolin Schib sowie der Ida geborene Schneider, jüngerer Bruder des Historikers sowie FDP-Politikers Karl Schib, führte einen landwirtschaftlichen Betrieb. Er heiratete 1928 Maria Magdalena, die Tochters des Landwirts Alfred Mahrer. Paul Schib verstarb 1990 im Alter von 89 Jahren in Rheinfelden.
Als Vertreter der Schweizerischen Konservativen Volkspartei (KVP, später Konservativ-Christlichsoziale Volkspartei KCV) gehörte Paul Schib  von 1933 bis 1965 dem Aargauer Grossrat an, dem er im Amtsjahr 1945/46 als Präsident vorstand. Parallel dazu amtierte er von 1938 bis 1969 als Vizeammann in Möhlin. 1959 wählte ihn das Volk in den Nationalrat, in dem er bis 1971 einsass. Paul Schibs politisches Engagement galt insbesondere dem Bauernstand sowie den Belangen seiner Region.